# Зиядин Джавтобели
Зияди́н Джавтобели́ (настоящая фамилия — Менлиази́зов, крымскотат. Ziyadin Cavtöbeli (Meñliazizov); 10 сентября 1905, Джав-Тобе — 16 июня 1991, Самарканд) — крымскотатарский поэт, педагог. Член Союза писателей СССР (1934). Провёл в лагерях семь лет. Реабилитирован в 1956 году.

## Биография
Родился 10 сентября 1905 года в деревне Джав-Тобе в семье среднего крестьянина.
Окончил сельскую школу. С 1923 года учится в Тотайкойском педагогическом техникуме. Окончив техникум в 1927 году, стал директором школы в деревне Альма-Тархан. С 1923 года публикуется коммунистической прессе на крымскотатарском языке. На его творчество оказал влияние турецкий поэт Мемед-Эмин (бек). В 1926 году опубликовал свой первый сборник «Инкъилябий шиирлер» (Революционные стихи).
С 1928 года — ответственный секретарь газеты «Янъы дюнья». Являлся студентом Крымского педагогического института. Работал в качестве главного редактора Крымгосиздата. Член редколлегии журнала «Большевик ёлу» («Большевистский путь»). С 1934 года — член Союза писателей СССР. В 1937 году был опубликован сборник детских стихов «Яш бувун» («Молодое поколение»).
11 ноября 1938 года Зиядина Джавтобели арестовали по подозрению в шпионаже. Спустя год, 23 октября 1939 года Особое совещание при НКВД СССР осудило его по 58-й статье к трём годам исправительно-трудовых лагерей. В лагерях находился до 1946 года. Реабилитирован 20 сентября 1956 года.
После выхода на свободу проживал в Узбекской ССР, куда были депортированы в 1944 году крымские татары. Публиковался в «Ленин байрагъы». Издал сборники стихов «Йырла, инсан», «Чешит йыллар шиирлери», «Эдебият севдалары» и «Айырылмаз достларым». Участвовал в конференции писателей стран Азии и Африки в Ташкенте, в октябре 1958.
Скончался 16 июня 1991 года в Самарканде.

## Работы
- Йырла, инсан! : шиирлер — Ташкент, 1970. — 96 с.
- Мама ; Это юность моя ; На рассвете : стихотворения / пер. с крымтат. Т. Машининой // Все народы велики : Сб. стихов. — М., 1990. — С. 102—104.
- Улу танъ : шиирлер / тертип эткенлер Черкез-Али, У. Эдемова. — Ташкент, 1987. — 144 б.